# Пазюк Юрій Іванович
Пазюк Юрій Іванович — (нар. 27 квітня 1887 — рік смерті невідомий) — педагог, четар УГА.

## Життєпис
Народився в с. Лужани повіт Кіцмань (тепер Кіцманського району Чернівецької обл.) в сім'ї церковного півця (дяка) православної парохії в Лужанах та Василини, уродженої Мошук. З 1902/1903 по 1908/1909 навчальні рр. навчався в 2-ій державній українсько-німецькій гімназії в Чернівцях, а з 1909/1910 навчального року в українській державній гімназії в Кіцмані, де в 02.1913 р. склав матуральні іспити. Студіював на філософському факультеті Чернівецького університету. Член українського академічного козацтва «Запороже». Член правління, консеньйор (підстарший, заступник голови) УАК «Запороже» з 03.1914. Призваний до австрійської армії в роки війни, воював як однорічний доброволець, в 1918 р. будучи іменований хорунжим піхоти в резерві.
Після розвалу Австро-Угорської монархії став на службу в українську армію як хорунжий УГА. Воював на протипольському в Галичині, на протибільшовицькому та протиденікінському фронтах на Наддніпрянщині. З 01.08.1919 р. іменований четарем піхоти при НКГА. Повернувшись після війни в Чернівці, завершив тут університетські студії. З 1924 р. викладав математику та фізику, працюючи суплентом на румунському відділенні румунсько-угорського ліцею «М. Емінеску» в м. Сату Маре в північно-західній Румунії (колишньому угорському комітатському муніципалітеті Szatmárnémeti). Після повернення Трансільванії до складу Угорщини в 1938 р. працював заступником учителя державної  вищої промислової школи у Мукачевому, де з 12.1942 р. був іменований постійним учителем математики та природознавства.
В 03.1943 р. був призваний на військову службу як офіцер резерву. Наприкінці війни повернувся в Сату Маре.  Розпорядженням міністерства національної освіти Румунії від 15.09.1947 р. був ліцензований викладати математику в ліцеї для хлопчиків в м. Сату Маре.
Подальша доля невідома.

## Джерело
- Володимир Старик. Павлюк Іван Георгійович // Західно-Українська Народна Республіка 1918—1923. Енциклопедія: До 100-річчя утворення Західно-Української Народної Республіки. Т. 3: П-С. Івано-Франківськ: Манускрипт-Львів, 2020. 576с.;— С.22-23.